# Psephenopalpus browni
Psephenopalpus browni är en skalbaggsart som beskrevs av Arce-pérez 2004. Psephenopalpus browni ingår i släktet Psephenopalpus och familjen Psephenidae. Inga underarter finns listade i Catalogue of Life.